# Subinzision

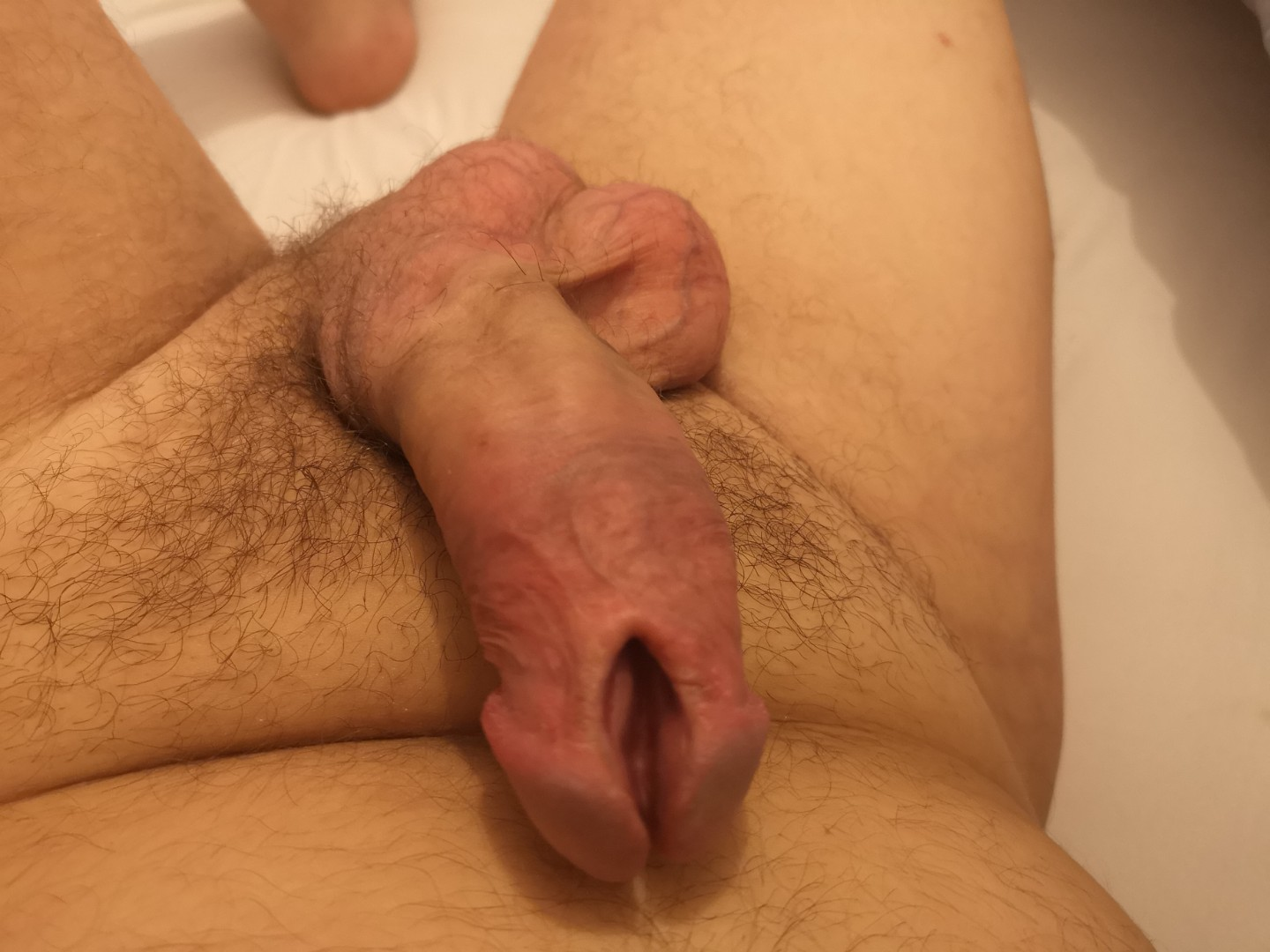
Unvollständige Subinzision

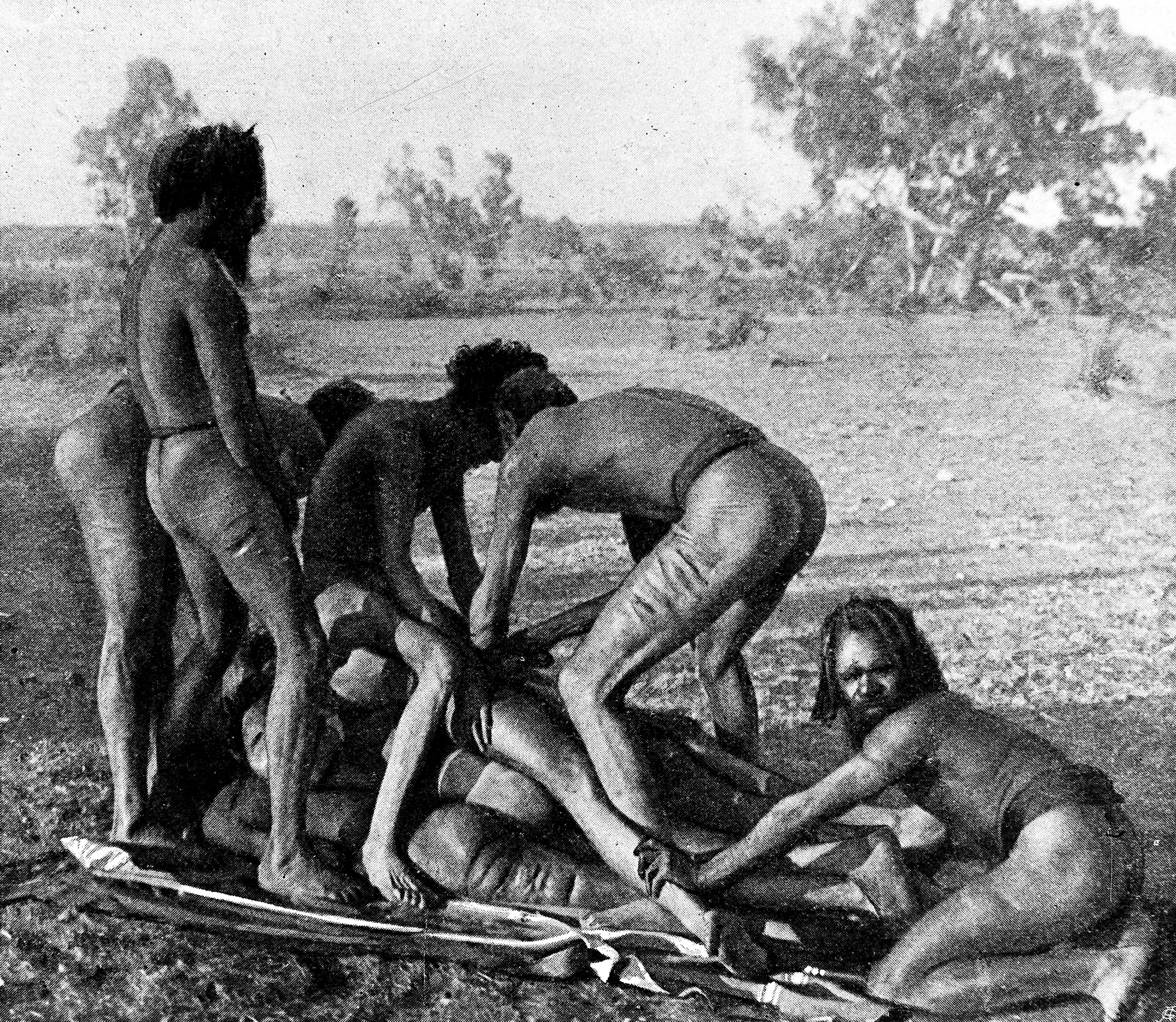
Subinzision, Warrumanga Tribe, Zentralaustralien

Subinzision ist die vollständige oder teilweise Spaltung der Harnröhre an der Unterseite des Penis und auch der Hodensack kann durch Spaltung dazugehören.

## Ursprung
Die Praxis der Subinzision wurde als rituelle Handlung bekannt. Sie wurde als traditionell ausgeübte Initiationszeremonie bei einigen indigenen Stämmen Zentralaustraliens (Aborigines) beobachtet, die dort Praktizierenden nennen sie pura ariltha kuma.
Der Zweck des Eingriffs ist nicht vollständig geklärt. Ein möglicher Grund ist, dass die Subinzision eine Form der Empfängnisverhütung darstellt: Durch den Einschnitt kann Sperma die Harnröhre verlassen, bevor es beim Geschlechtsverkehr in die Vagina gelangt.
Es wird außerdem angenommen, dass die Subinzision in matriarchalen Gesellschaften durchgeführt wurde, um Menstruationsblutungen zu imitieren und damit der Penis einer Vulva ähnele.

## Gegenwart
Mitunter werden Subinzisionen auch in der westlichen Body-Modification-Szene betrieben. Hierbei steht meist ein Lustgewinn als Motiv im Vordergrund. Durch die Öffnung der Harnröhre wird zusätzlich empfindliches Gewebe exponiert.

## Abgrenzung des Begriffs
Eine medizinisch indizierte Spaltung der distalen Harnröhrenmündung – bei ausgeprägter Meatusstenose, die im Extremfall als subvesikales (unterhalb der Harnblase gelegenes) Hindernis zur Harnverhaltung und damit zur Urämie führen kann – wird als Meatotomie bezeichnet; notwendige Maßnahmen zur Harnröhrenerweiterung in anderen Abschnitten als Urethrotomie.
Die Subinzision ist eine das äußere männliche Genital betreffende Operation, die rituell praktiziert wird. Enzyklopädien ordnen die Subinzision neben den Begriffen „Zirkumzision“ und „Inzision“ daher dem Lemma „Beschneidung“ zu.